# Mercoledì Santo
Nel cristianesimo, il Mercoledì Santo commemora il patto di Giuda come spia clandestina tra i discepoli.  È anche chiamato Mercoledì delle Spie,  o Mercoledì Santo (nel cristianesimo occidentale ),  e Mercoledì Grande e Santo (nel cristianesimo orientale ).
Nel cristianesimo occidentale, molte chiese di varie denominazioni osservano il servizio delle tenebre il Mercoledì Santo.

## Narrazioni bibliche
Nel racconto del Nuovo Testamento della Settimana Santa, dopo la Domenica delle Palme, il Sinedrio si riunì e complottò per uccidere Gesù prima della festa di Pesach. Il mercoledì prima della sua morte, Gesù si trovava a Betania, in casa di Simone il Lebbroso.  Mentre sedeva a tavola con i suoi discepoli, una donna di nome Maria unge il capo e i piedi di Gesù con un olio costoso di nardo. I discepoli erano indignati e chiedevano perché l'olio non fosse stato venduto e il ricavato dato ai poveri. Ma Giuda Iscariota voleva tenere il denaro per sé. Allora Giuda andò al Sinedrio e offrì di consegnare loro Gesù in cambio del denaro. Da quel momento in poi, Giuda cercò l'occasione propizia per tradire Gesù.
In riferimento all'intenzione di Giuda Iscariota di tradire Gesù, formulata il Mercoledì Santo, il giorno è talvolta chiamato "Mercoledì delle spie". Il termine "spia", così come viene usato nel termine, significa "agguato, imboscata, trappola". Inoltre, tra i discepoli, Giuda era clandestinamente una spia e il mercoledì fu il giorno che scelse per tradire Gesù.

## Liturgia

### Cristianesimo occidentale

#### Chiesa cattolica

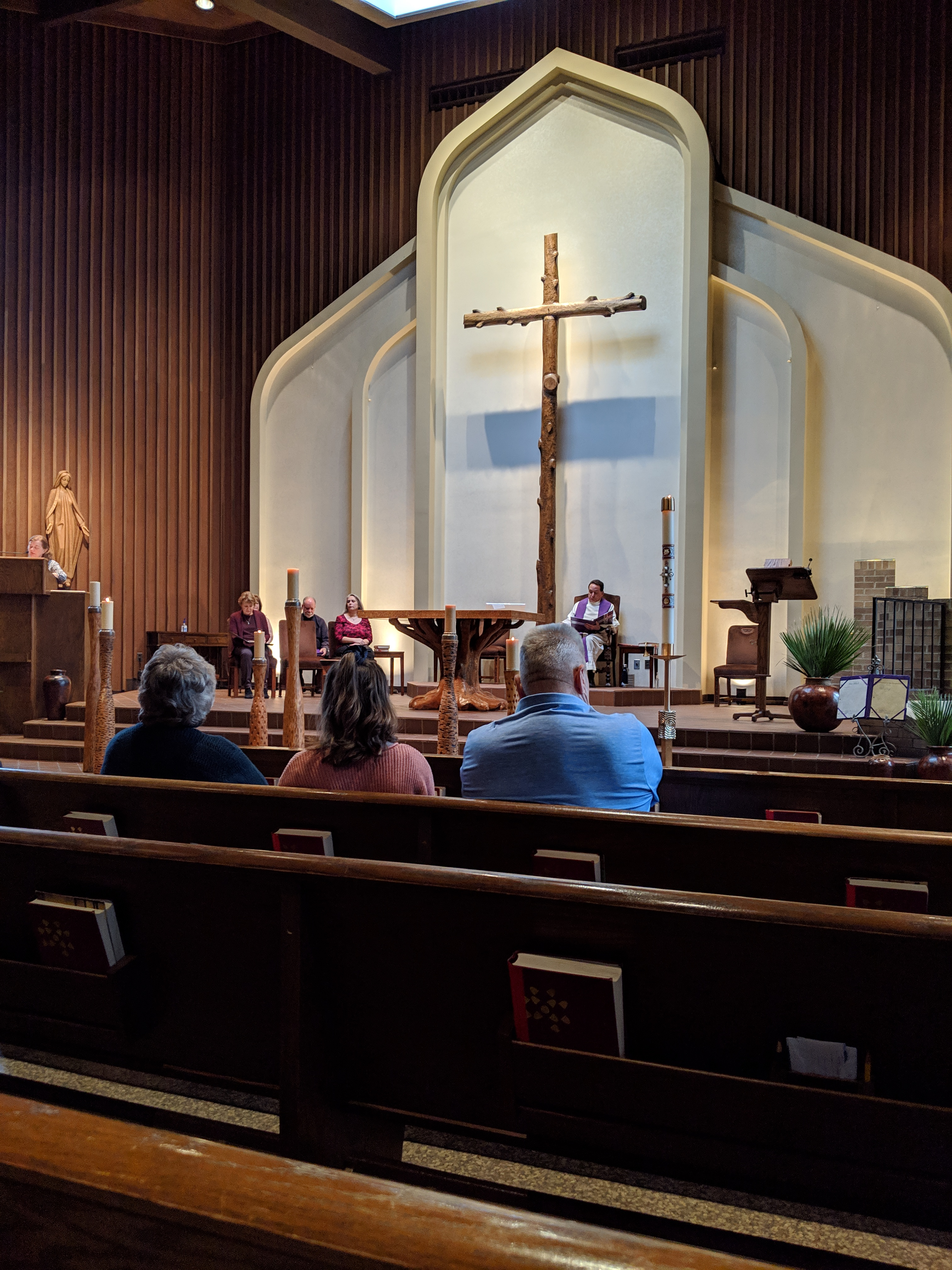
Una funzione Tenebrae tenutasi presso una chiesa parrocchiale cattolica romana il Mercoledì delle Spie (2019)

Oggi, il termine "Tenebrae" si riferisce a una funzione della Settimana Santa che solitamente si tiene il Mercoledì delle Spie e che prevede lo spegnimento graduale delle candele su un carro funebre Tenebrae, letture relative alla Passione di Gesù e lo strepito (forte rumore).
Prima del Concilio Vaticano II, la liturgia delle Tenebre, composta da mattutino e lodi del Giovedì Santo, veniva celebrata nel pomeriggio o nella sera del Mercoledì Santo. Il nome deriva dal latino tenebrae, che significa oscurità.  In questa funzione, tutte le candele su un candelabro speciale e sull'altare vennero gradualmente spente tranne una. Questa venne quindi nascosta e la chiesa rimase completamente al buio. Successivamente, dopo la recitazione dei Salmi 50-51 e una preghiera speciale, si fece un forte rumore (in latino strepitus), che originariamente era un segnale per i ministri di andarsene, ma che in seguito fu interpretato come simbolo della confusione e del terrore che accompagnarono la morte di Gesù, incluso il terremoto che, secondo il Vangelo di Matteo 27:51, seguì.  Una celebrazione simile di Mattutino e Lodi del Venerdì Santo e del Sabato Santo si teneva verso la fine di ciascuno dei giorni precedenti. Questa usanza è ancora conservata dalle Chiese cattoliche che celebrano le Riforme della Settimana Santa precedenti al 1955.
Nella forma più antica della Messa, nota come Messa Tridentina, le letture del Mercoledì Santo sono tratte da Isaia 62,11; 63,1-7 e dal Vangelo secondo San Luca 22,1-71;  23,1-53. Nella Riforma della Settimana Santa del 1955, i primi 38 versetti del capitolo 22 di San Luca furono rimossi.  Questi 38 versetti sono conservati nelle Chiese cattoliche romane che celebrano la Settimana Santa prima del 1955. Nella forma ordinaria del Rito Romano le letture del Mercoledì Santo sono Isaia 50,4–9a e Matteo 26,14–25.

#### Chiese luterane
Le chiese luterane celebrano le funzioni il Mercoledì Santo, spesso sotto forma di Tenebrae.

#### Chiese anglicane
Nella Chiesa episcopale negli Stati Uniti, membro della Comunione anglicana, l'ufficio delle Tenebrae viene celebrato il Mercoledì Santo.

#### Chiese Metodiste
Secondo l'uso tradizionale metodista, Il Libro di Culto per la Chiesa e la Casa (1965) prevede la seguente Colletta per il Mercoledì delle Spie:
Aiutaci misericordiosamente con il tuo aiuto, o Signore Dio nostra salvezza, affinché possiamo entrare con gioia nella meditazione di quei potenti atti attraverso i quali  Tu ci hai donato la vita e l'immortalità; per mezzo di Gesù Cristo nostro Signore. Amen.
La sera del Mercoledì delle Spie, molte chiese metodiste celebrano il servizio delle Tenebre.

### Cristianesimo orientale

#### Rito bizantino
Nel Rito Bizantino (usato dagli Ortodossi Orientali, da alcune Chiese Cattoliche Orientali e Luterane Orientali), il tema del Santo e Grande Mercoledì è la commemorazione della donna peccatrice che unse Gesù prima della sua crocifissione e sepoltura; un secondo tema è il accordo di tradire Gesù stipulato da Giuda Iscariota.
La giornata inizia con i Vespri, a cui può essere aggiunta la celebrazione della Liturgia dei Presantificati; in genere, questa viene ora celebrata il martedì mattina o pomeriggio. Durante questa funzione, vengono ripetuti molti degli inni cantati al Mattutino. Le letture narrano il ritrovamento di Mosè e le sofferenze di Giobbe. Il Vangelo racconta diverse parabole sulla Seconda Venuta, tra cui la parabola delle Vergini Sagge e delle Vergini Stolte.
```
Più tardi quella sera (secondo la prassi parrocchiale) o la mattina presto del giorno seguente, il 
Mattutino
 segue il formato speciale noto come "Servizio dello Sposo", utilizzato nei primi tre giorni della Settimana Santa. Il Vangelo è un brano di 
Giovanni 12
 che narra la rivelazione di Gesù ad alcuni Greci. Verso la fine del Mattutino, viene cantato l'"
Inno di Kassiani
". L'
inno
 (scritto nel IX secolo da 
Kassia
) racconta della donna che lavò i piedi di Cristo in casa di 
Simone il Lebbroso
 (
Luca 7:36-50
).  Gran parte dell'inno è scritto dalla prospettiva della donna peccatrice:
```

Quando viene utilizzata la musica bizantina, la composizione esprime la poesia con tale forza che spesso lascia molte persone in uno stato di lacrime di preghiera. L'inno può durare più di 25 minuti ed è  liturgicamente e musicalmente, un momento culminante di tutto l'anno.
Ai Vespri, a cui si può aggiungere la celebrazione della Liturgia Presantificata, e che, a rigor di termini, è l'inizio liturgico del Giovedì Santo, vengono ripetuti molti degli inni cantati al Mattutino. Le letture narrano dell'uccisione dell'egiziano da parte di Mosè e del rifiuto di Giobbe di maledire Dio nonostante le sue sventure. Il Vangelo narra le storie della donna peccatrice e del tradimento di Giuda.
In Grecia (e in altri luoghi in cui l'usanza si è diffusa) tutti i membri della Chiesa ricevono la Santa Unzione il mercoledì sera.
È a causa dell'accordo stipulato da Giuda di tradire Gesù in questo giorno che i cristiani ortodossi digiunano  il mercoledì (e anche il venerdì) durante tutto l'anno.

## Dogana

Mercoledì Santo e altri giorni e intervalli di giorni nominati intorno alla Quaresima e alla Pasqua nel cristianesimo occidentale, con i giorni di digiuno della Quaresima numerati

- Repubblica Ceca: questo giorno è tradizionalmente chiamato "Mercoledì Brutto", "Mercoledì Spazzafumo" o "Mercoledì Nero", perché in questo giorno si pulivano i camini per prepararli alla Pasqua.
- Malta: questo giorno è noto come "L-Erbgħa tat-Tniebri" ("Mercoledì delle Ombre"), in riferimento all'oscurità liturgica (tenebre). In passato, i bambini andavano in chiesa parrocchiale e tamburellavano sulle sedie per riprodurre il suono dei temporali, la loro versione dello "strepitus" del Mercoledì delle Tenebre.
- Scandinavia: in Svezia, questo giorno è conosciuto come dymmelonsdag. Un "dymbil" è un pezzo di legno. Storicamente, il batacchio metallico delle campane delle chiese veniva sostituito da questi "dymbil" il Mercoledì Santo, per produrre un suono più sordo.
- Indonesia: a Larantuka, Flores orientale, questo giorno è conosciuto come "Rabu Trewa (Mercoledì turbolento)". La gente gira per la città trascinando lastre di zinco lungo le strade lastricate. Le lastre vengono colpite ripetutamente gridando "Trewa!"  per commemorare l'arresto di Gesù e l'inizio del Triduo Pasquale.